# 無理
| ウィキペディアには「無理」という見出しの百科事典記事はありません（タイトルに「無理」を含むページの一覧/「無理」で始まるページの一覧）。 代わりにウィクショナリーのページ「無理」が役に立つかもしれません。 |